# HD 138764
HD 138764，又名BD-08 4010，SAO 140614、HR 5780，是一颗恒星，视星等为5.17，位于銀經356.08，銀緯36.36，其B1900.0坐标为赤經15h 29m 2.4s，赤緯-8° 36.36′ 49″。